# المراقي
قرية المراقي هي إحدى القرى التابعة لمركز سيوة في محافظة مطروح في جمهورية مصر العربية. حسب إحصاءات سنة 2018، بلغ إجمالي السكان في المراقي 2,818 نسمة، منهم 1,527 رجل و 1,297 امرأة.